# Haworthiopsis bruynsii
Haworthiopsis bruynsii, conegut abans com Haworthia bruynsii, és una espècie rara del gènere Haworthiopsis de la família de les asfodelòidies, endèmica d'una petita àrea de les províncies del Cap Oriental de Sud-àfrica.

## Descripció

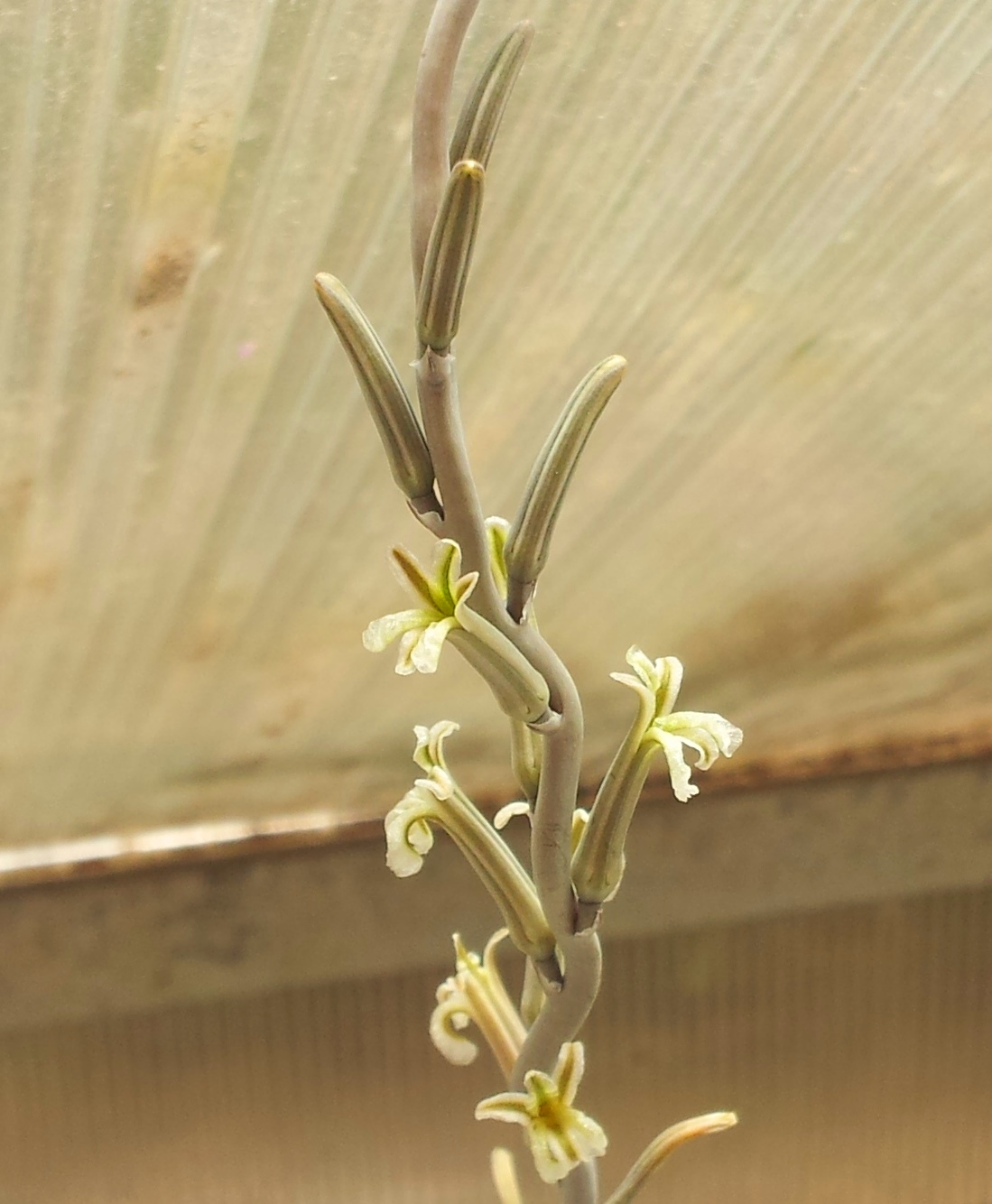
Inflorescència

Haworthiopsis bruynsii és una espècie petita i altament truncada de Haworthiopsis. Té una roseta solitària de 4 a 6 cm de diàmetre amb només 5 a 10 fulles quan està completament crescuda, de creixement lent, sense tiges rarament hi surten fillols, i tendeix a créixer en estat salvatge lleugerament sota del sòl, amb només les puntes de fulla truncades i planes que apareixen a la superfície del terra. Les fulles són de color marró, amb un extrem de la fulla plana i retusa, translúcides, triangulades. Són opaques i lleugerament escabroses amb petits tubercles elevats. Les flors són primes, tubs obcapitades, amb tèpals fusionats i punta revoluta. Neix en una inflorescència simple, esvelta i poc florida.
S'assembla molt a les haworthies "retusa", amb les seves fulles característiques truncades, com Haworthia springbokvlakensis que comparteix el seu hàbitat. Tanmateix, es pot distingir pel seu color marró a verd fosc i les seves fulles en forma de coixinet, que solen ser molt rugoses (tot i que les poblacions ocasionals són suaus). És extremadament inusual en el fet que, tot i que s'assembla molt a les haworthies "retuses", en realitat és un membre del gènere completament diferent Haworthiopsis, i sembla ser un cas d'evolució paral·lela en un entorn similar.

## Distribució i hàbitat
Aquesta espècie es troba en una petita zona al voltant de la granja Springbokvlakte, a la província del Cap Oriental, a Sud-àfrica. També creix fins al camp al sud-est de Steytlerville. Dins d'aquesta àrea de distribució, apareix juntament amb el seu parent proper, Haworthiopsis sordida, així com Haworthia springbokvlakensis, Haworthia decipiens i Haworthiopsis nigra.
Es tracta d'una zona àrida de precipitacions estivals. Tendeix a créixer a les zones ombrívoles i protegides entre roques i sota els arbusts, sovint coberts de sorra, còdols i sorra. Requereix un sòl molt ben drenat.

## Cultiu
Haworthiopsis bruynsii és una planta difícil de cultivar, on requereix unes condicions molt específiques. És una espècie de pluja d'estiu i, per tant, requereix que la poca aigua que rep es doni durant l'estiu. Tendeix a créixer millor en posicions ombrejades, en sòls extremadament ben drenats i parcialment coberts de sorra o roques.
Poques vegades surten fillols, de manera que tota la propagació es fa per llavors o per l'arrelament d’esqueixos de fulles.

## Taxonomia
Haworthia bruynsii va ser descrita per Martin Bruce Bayer i reubicada a Haworthiopsis com a Haworthiopsis reinwardtii per G.D.Rowley el 2013.
Etimologia
Haworthiopsis: La terminació -opsis deriva del grec ὀψις (opsis), que significa 'aparença', 'semblant' per la qual cosa, Haworthiopsis significa "com a Haworthia", i que honora al botànic britànic Adrian Hardy Haworth (1767-1833).
bruynsii: epítet en honor del doctor Peter V. Bruyns, matemàtic sud-africà i botànic de plantes suculentes.
Sinonímia
- Haworthia bruynsii M.B.Bayer
- Haworthia retusa var.bruynsii M.B.Bayer[9]